# 発達心理学
発達心理学（はったつしんりがく、英: developmental psychology）は、人の加齢に伴う発達的変化を研究する心理学の一分野。

## 概要
かつては、子どもが大人になるまでの過程が発達であると考えられていたが、現在では老年期までも含め、人は生涯を通して変化・成長を続けるものと捉えられるようになったため、発達心理学の研究対象も、加齢による人の一生涯の変化過程となった。一生涯を研究対象とする視点を強調するために、生涯発達心理学と呼称される場合もある。研究領域は、各発達段階での心的、社会的、身体的な発達とそのための条件、また発達を阻害する要因や発達障害などが含まれる。
発達段階ごとに区分された、乳児心理学、幼児心理学、児童心理学、思春期心理学、青年心理学、中年心理学、高年心理学、老年心理学などは発達心理学の下位領域と見なされる。近年、これらに加えて、胎児期や壮年期の研究も増えている。
エリク・H・エリクソンによる発達段階：
| 年齢     | 時期       | 導かれる要素 | 心理的課題             | 主な関係性         | 起こりうる疑問(私は...)                      | 例                             |
| -------- | ---------- | ------------ | ---------------------- | ------------------ | -------------------------------------------- | ------------------------------ |
| 0–2 歳   | 乳児期     | 希望         | 基本的信頼 対 不信     | 母親               | 世界を信じることが出来るか。                 | 授乳                           |
| 2–4 歳   | 幼児前期   | 意思         | 自律性 対 恥、疑惑     | 両親               | 私でよいのか？                               | トイレトレーニング、更衣の自律 |
| 4–5 歳   | 幼児後期   | 目的         | 積極性 対 罪悪感       | 家族               | 動き、移動し、行為を行ってよいか。           | 探検、道具の使用、芸術表現     |
| 5–12 歳  | 児童期     | 有能感       | 勤勉性 対 劣等感       | 地域、学校         | 人々とものの存在する世界で自己成就できるか。 | 学校、スポーツ                 |
| 13–19 歳 | 青年期     | 忠誠心       | 同一性 対 同一性の拡散 | 仲間、ロールモデル | 誰か? 誰でいられるか。                       | 社会的関係                     |
| 20–39 歳 | 初期成年期 | 愛           | 親密性 対 孤独         | 友だち、パートナー | 愛することが出来るか。                       | 恋愛関係                       |
| 40–64 歳 | 成年期     | 世話         | 生殖 対 自己吸収       | 家族、同僚         | 自分の人生をあてにできるか。                 | 仕事、親の立場                 |
| 65歳 -   | 成熟期     | 賢さ         | 自己統合 対 絶望       | 人類               | 私でいてよかったか。                         | 人生の反響                     |

乳児・幼児の区切りは三歳児神話・3年保育の一般化により、3歳が区切りであるし小学校入学は6歳でもある。※欧米だと年少・年中がプレスクールで、年長のみが幼稚園（ほぼ小学校のようなカリキュラム）としているため5歳となっている。児童期の幅は大きく、低学年は幼児っぽさが残っている。小学3～5年生はギャングエイジという仲間意識を身に付ける年齢であり、スポーツではゴールデンエイジと言って最も伸びる時期でもある。また最近の子は成長が早く、6年生は思春期に入っており学級担任制が難しくなっている。6・3制の本家アメリカでは5・3・4制（または4・4・4制）が主流になっており、日本でも5・4制を導入したほうが良いという意見もある。青年期は英語圏ではティーンエイジャーであるが、日本では1年前倒しの中高生という言い方が一般的である。成年期においては結婚・出産年齢が大きく左右し、最近は晩婚化・未婚・DINKsが増えており一律ではなくなった。また平均寿命が延びたことにより前期高齢者（65～74歳）は元気になっており、まだまだ社会で活躍したいという人も増えている。また終活ブームといって、死後に対して自分で責任をもつという考え方がでてきた。

## 著名な学者
- ジャン・イタール（Jean Marc Gaspard Itard、1774年 - 1838年）
- アンリ・ワロン（Henri Paul Hyacinthe Wallon、1879年 - 1962年）
- アーノルド・ゲゼル（Arnold Lucius Gesell、1880年 - 1961年）
- メラニー・クライン（Melenie Klein、1882年 - 1960年）
- ジークムント・フロイト(Sigmund Freud、1856年-1939年)
- アンナ・フロイト（Anna Freud、1895年 - 1982年）
- ジャン・ピアジェ（Jean Piaget、1896年 - 1980年）
- レフ・ヴィゴツキー（Lev Semenovich Vygotsky、1896年 - 1934年）
- ロバート・J・ハヴィガースト（Havighurst, R.J.、1900年 - 1991年）
- エリク・H・エリクソン（Erik Homburger Erikson、1902年 - 1994年）
- ジョン・ボウルビィ（John Bowlby、1907年 - 1990年）
- ローレンス・コールバーグ（Lawrence Kohlberg、1927年 - 1987年）
- サイモン・バロン＝コーエン（Simon Baron-Cohen、1958年 -）
- 依田新（よだ あらた）（1905年 -1987年）
- 東洋（あずま　ひろし）（1926年 -2016年）
- 藤永保（ふじなが たもつ）（1926年 -）
- 柏木惠子（かしわぎ　けいこ）（1932年 -）
- 稲毛教子（いなげ　のりこ）（1937年 -）
- 繁多進（はんた　すすむ）（1938年 -）
- 下仲順子（しもなか　よしこ）（1941年 -）
- 内田伸子（うちだ　のぶこ）（1946年 -）
- 無藤隆（むとう　たかし）（1946年 -）
- 浜田寿美男（はまだ すみお）（1947年 -）